# Barry Livingston
Pour les articles homonymes, voir Livingston.
Barry Livingston est un acteur américain né le 17 décembre 1953 à Los Angeles, Californie (États-Unis).

## Biographie

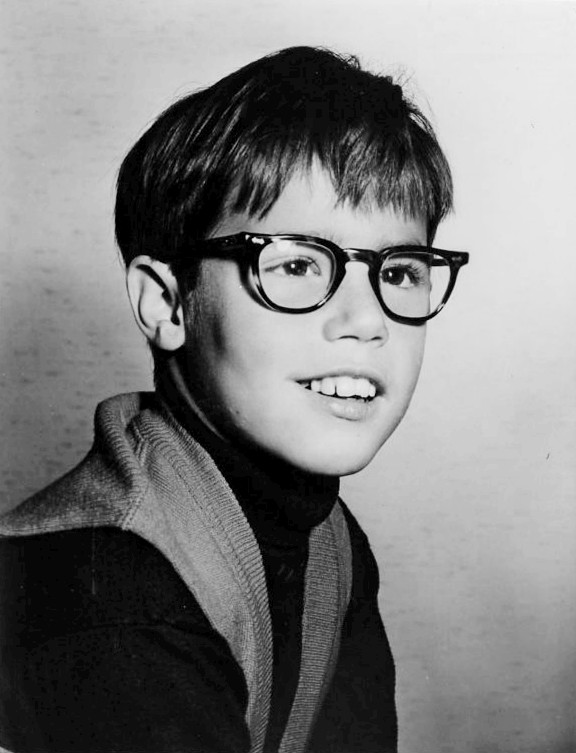
Barry Livingston en 1963.

## Filmographie

### Cinéma
- 1961 : Le Zinzin d'Hollywood (The Errand Boy) de Jerry Lewis : Bit Part
- 1963 : Mes six amours et mon chien (My Six Loves) de Gower Champion : Sherman Smith
- 1965 : Love and Kisses : Bobby
- 1972 : Peege (en) : Damion
- 1977 : Sidewinder 1 : Willie Holt
- 1987 : Les Maîtres de l'univers (Masters of the Universe) : Charlie
- 1989 : Easy Wheels : Reporter
- 1992 : The Nutt House : Williams
- 1993 : Maniac Cop 3: Badge of Silence de William Lustig : Asst. Coroner
- 1996 : Steel Sharks : Dr. John Van Tasset
- 1997 : Invisible Mom (vidéo) : Professor Karl Griffin
- 1999 : Invisible Mom II (vidéo) : Karl Griffin
- 2000 : Little Man on Campus
- 2001 : Robbie's Brother : Principal Cushman
- 2001 : Tremors 3 : Le Retour (Tremors 3: Back to Perfection) (vidéo) : Dr. Andrew Merliss
- 2004 : Des étoiles plein les yeux (First Daughter) : Press Secretary
- 2010 : The Social Network de David Fincher : Un professeur de Harvard
- 2012 : Argo de Ben Affleck : Bill Hickey
- 2016 : War Dogs de Todd Phillips

### Télévision

#### Téléfilms
- 1966 : The Two of Us : Roger
- 1973 : You're a Good Man, Charlie Brown : Linus
- 1974 : Panique dans l'ascenseur (The Elevator) : Robert Peters
- 1974 : Senior Year : Moose Kerner
- 1974 : Hurricane : Richie Damon
- 1983 : High School U.S.A. : Mr Sirota
- 1992 : The Elf Who Saved Christmas : Hoot
- 1993 : The Elf and the Magic Key : Hoot
- 1995 : The O.J. Simpson Story : Dr Berney
- 2004 : Trois filles, trois mariages, un tour du monde ! (Wedding Daze) : Dr Keck
- 2006 : Mystery Woman: Wild West Mystery : Otis
- 2007 : Vol 732 : Terreur en plein ciel (Final Approach) : Brian Fields
- 2016 : Deux Sœurs pour une vengeance (Bad Twin) : Dr Frank

#### Séries télévisées
- 1952 : The Adventures of Ozzie & Harriet : 1960-1963
- 1973 : Les Rues de San Francisco (saison 2, épisode 12) (The Runaways) : Jack Morgan
- 1974 : Sons and Daughters : Murray 'Moose' Kerner